# Quận Tift, Georgia
Quận Tift là một quận trong tiểu bang Georgia, Hoa Kỳ. Quận lỵ đóng ở thành phố Tifton 6. Theo điều tra dân số năm 2000 của Cục điều tra dân số Hoa Kỳ, quận có dân số 38.407 người 2. Theo ước tính năm 2007, dân số quận là 41.610 người.

## Thông tin nhân khẩu
Theo điều tra dân 2 năm 2000, quận đã có dân số 38.407 người, 13.919 hộ gia đình, và 10.105 gia đình sống trong quận. Mật độ dân số là 145 người trên một dặm vuông (56/km ²). Có 15.411 đơn vị nhà ở với mật độ trung bình là 58 cho mỗi dặm vuông (22/km ²). Cơ cấu chủng tộc của dân cư quận gồm có 65,31% người da trắng, 28,02% da đen hay Mỹ gốc Phi, 0,20% người Mỹ bản xứ, 0,98% người châu Á, 0,02% người đảo Thái Bình Dương, 4,59% từ các chủng tộc khác, và 0,88% từ hai hoặc nhiều chủng tộc. 7,67% dân số là người Hispanic hay Latino thuộc chủng tộc nào.
Có 13.919 hộ, trong đó 35,40% có trẻ em dưới 18 tuổi sống chung với họ, 51,40% là các cặp vợ chồng sống với nhau, 16,90% có chủ hộ là nữ không có mặt chồng, và 27,40% là không lập gia đình. 23,30% của tất cả các hộ gia đình đã được tạo thành từ các cá nhân và 9,00% có người sống một mình 65 tuổi trở lên đã được người. Bình quân mỗi hộ là 2,65 và cỡ gia đình trung bình là 3,10.
Trong quận, dân cư có độ tuổi với 27,20% ở độ tuổi dưới 18, 11,60% 18-24, 28,40% 25-44, 21,10% 45-64, và 11,70% 65 tuổi trở lên. Tuổi trung bình là 33 năm. Cứ mỗi 100 nữ có 94,50 nam giới. Cứ mỗi 100 nữ 18 tuổi trở lên, đã có 91,50 nam giới.
Thu nhập trung bình cho một hộ gia đình trong quận đã được 32.616 Mỹ kim, và thu nhập trung bình cho một gia đình là 39.083 đô la Mỹ. Nam giới có thu nhập trung bình 27.874 USD so với 20.997 $ cho phái nữ. Thu nhập trên đầu cho các quận được 16.833 USD. Giới 15,50% gia đình và 19,90% dân số sống dưới mức nghèo khổ, trong đó có 28,00% những người dưới 18 tuổi và 14,60% có độ tuổi từ 65 trở lên. 